# 후소 (철갑함)

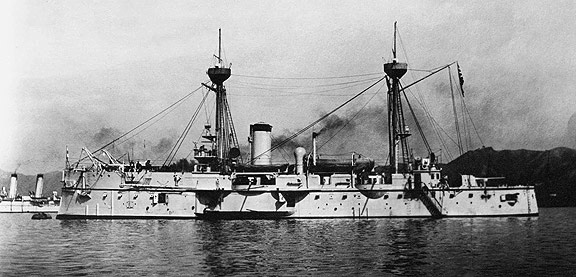
후소 호

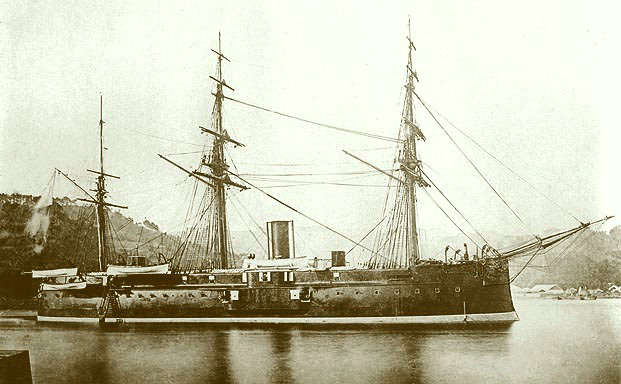

철갑함 후소 호(일본어: 扶桑)는 일본제국 해군의 철장갑 전함이다. 영국 런던의 사뮤다 브라더스의 조선소에서 건조되었다. 훗날의 유명한 해군 제독인 도고 헤이하치로가 건조에 관여하였다. 1878년 취역하였다. 1914년 취역한 전함 후소와는 다르다.

## 개요
1881년 일본 요코하마로 일본제국 측에 인도되었다. 제1차 청일전쟁의 황해해전에 참여하였다. 2명의 승조원이 죽고 12명이 다쳤다.
1897년 10월 29일 시코쿠 근처 이요 해안에서 높은 파랑을 이유로 순양함 마쓰시마와 충돌한 후 침몰하였다. 함장 우류 소토키치는 그 사고의 책임을 물어 3개월간 영창에 보내졌다.
다음 해 1898년 3월 21일, 다시 띄워지면서, ‘후소 호’는 2등 전함으로 재분류되었다. 크루프 대포를 장착하였다. 수리는 1900년까지 계속되었다.
후소 호는 1904년-1905년 러일전쟁에도 참여하였다. 뤼순 봉쇄 작전에 참여하였고, 쓰시마 해협 척후 작전을 수행하였다.
1905년 12월 11일 낡을대로 낡아서, 러일전쟁 직후 2등 해안 경비함으로 강등되었다. 1908년 4월 1일 공식적으로 퇴역하였다. 1910년에 파기되었다.